# 徳川綱條
徳川 綱條（とくがわ つなえだ、旧字体：德川 綱條）は、江戸時代中期における常陸水戸藩の第3代藩主。

## 生涯

### 青年時代
明暦2年（1656年）8月26日、高松藩主・松平頼重の次男として江戸の上屋敷にて生まれる。母は古河藩主・土井利勝の娘万姫。幼名は采女（うねめ）。
寛文5年（1665年）8月、本家水戸徳川家に移り、2000石を与えられる。これに先立って同母兄・徳川綱方が水戸藩主・徳川光圀の養嗣子に迎えられており、綱條は光圀の次男格という扱いであった。綱條の父松平頼重は光圀の実兄であるから、綱條は甥に当たる。父・頼重の後嗣には光圀の子・松平頼常が内定していたため、高松藩主の次男であるより水戸藩主の次男である方がいいだろうということで、水戸家に入ったという。兄・綱方が早世したため、寛文11年（1671年）6月、正式に光圀の養嗣子として迎えられた。
光圀が養嗣子を迎えた理由は、その生い立ちにあった。光圀の父・徳川頼房（綱條の祖父）は、頼重と光圀の母である高瀬局が身ごもると、家老・三木之次に高瀬局を預け、頼重は江戸で、光圀は水戸で生まれた。頼重はその後に京へ送られたため、同母兄弟であったが、互いに会ったのは頼重12歳、光圀6歳のときであった。こうしたことから光圀は、実子による藩主の世襲にこだわらず、他家から養子に迎えた者の方が色々な識見もあってよいと考えていたようである。光圀はまた、『史記』の「伯夷伝」の影響や、兄を差し置いて家督を継いだことへの負い目もあって、兄の子を養子として迎えることを決意したという。なお、頼常は生後間もなく京都に、翌年には高松に送られて、2歳から高松城内にて養育されていた。のちに頼重の養嗣子となる（高松藩2代藩主）。いわば兄弟の子の交換であった。

### 水戸藩主
元禄3年（1690年）、叔父で先代の光圀が隠居した跡を継ぎ、35歳で藩主となる。光圀は水戸藩領の西山荘に暮らし、元禄13年12月（1701年1月）に死去した。
この頃、水戸藩の財政は深刻な事態となっていた。水戸藩の石高は元々28万石であったが、光圀の代に2人の弟（綱條には叔父）松平頼元と松平頼隆にそれぞれ2万石ずつ分与していた（額田藩・保内藩）。綱條の代になった元禄13年（1700年）に将軍・徳川綱吉が小石川邸に来臨した際、頼元の子・頼貞と頼隆には改めて幕府より2万石ずつが与えられ（守山藩・常陸府中藩）、元の領地は本家に返納されている。翌年の元禄14年（1701年）5月、新田開発の分を含めるとして、表高を28万石から35万石にすることを幕府から許可される。しかし実際には加増されていないため、表高を基準とした格式を維持するために財政はさらに悪化した。財政難は徐々に表面化し、元禄13年に初めて領内で御用金が集められたが、次第に藩士の俸禄の遅延と不払いが起こった。加えて物価の上昇で農村は疲弊、田畑は荒廃し、領民の貧富の差が拡大した。借金は宝永6年（1709年）で8万両に及んだという。
綱條はそのため、元禄16年（1703年）から本格的に改革を始めた。
綱條は元大和郡山藩士で浪人だった安田宗貞を元禄14年（1701年）7月25日に200石の書院番組（書院番士）として召抱えた。元禄16年（1703年）11月から安田に命じて「紙金」（藩札）発行の指図をさせた。藩札は翌年の元禄17年（＝宝永元年、1704年）2月に藩札発行の達（たっし）が発せられ、同年4月27日から発行され、宝永4年（1707年）10月に幕府が藩札禁止令を出したことにより停止されるまで発行された。
綱條は元駿河代官の手代で浪人だった清水仁衛門清信を宝永元年（1704年）10月ないし宝永2年（1705年）閏4月以前の時期に金20両で召し抱えた。
宝永3年（1706年）、清水仁衛門の推薦で松波勘十郎を登用する。
勘十郎は美濃国出身の浪人であるが、経済の才能に優れていたため、大和郡山藩や備後三次藩から招かれて、改革を成功させていた人物である。綱條もそれを見込んで招いたのではと考えられる。招かれた勘十郎は、財政再建のために倹約令や経費節減、人員削減、不必要な組織の改廃などを行なった。特に人員削減では武士の中でも低い身分の郷士を取り立てて、それまでの代官手代などを半分に削減、さらに百姓などまでも取り立てて、代官などに取り立てられた者もいる。これは、それまで不正を行なっていた者の処罰的意味と、領民から支持を得るために行なったことである。また商業においては、それまで城下の商業を行なうことは水戸藩出身の商人だけしか許されていなかったが、勘十郎はこれを規制緩和して、他藩の商人も招き入れた。確かにこれにより商業も潤ったが、これは商品経済化の促進を招くことにもなった。
さらに大規模な改革として、大貫海岸（大洗町）と涸沼、涸沼と北浦（巴川）間に運河を掘削する計画を立てた。勘十郎はこの運河による江戸との交易により、財政を潤わせようとしていた。2本の運河は「大貫運河」と「紅葉運河」と呼ばれた。工事は宝永4年（1707年）夏から実行され、半年余りで完成した。しかし、紅葉運河では北浦側の方の水位が高く、水門で水位を調節しながら船を通すことを強いられ、かえって費用高となった。水深も浅くすぐに土砂に埋まってしまい、何度も掘り直さなければならず、実質的にあまり役に立たなかった。しかも、農繁期にもかかわらず難工事に動員された農民たちへの賃金の支払いが不十分で、ほかの場当たり的な改革への不満も募らせる結果となった。加えて、厳しい年貢増徴政策も行なわれ、領民は大いに苦しんだという。これら一連の改革を「宝永の新法」という。

### 改革失敗から晩年
厳しい年貢増徴政策や運河建設による労役は、領民の憤激を生んだ。宝永5年（1708年）12月、松波勘十郎の罷免と新法の全廃を求めて多数の農民が江戸に向かい、水戸藩や支藩の守山藩の江戸屋敷に約1か月にわたり押しかけて直訴した。ここに至って綱條も、騒ぎが大きくなる前にと勘十郎を罷免、宝永6年（1709年）1月に改革を中止した。そして特に領民から悪人とまで名指しされていた勘十郎を投獄し、正徳元年（1711年）に獄死させた。しかし綱條は最後まで勘十郎の死を惜しんだという。現在、茨城町から鉾田市にかけて、紅葉運河の一部として「勘十郎堀」が残っている。
ただ、綱條自身政治に対し熱心とは言えず、能楽好きが度を越していると非難されることもあった。
宝永6年（1709年）、嫡男の吉孚が父に先立って25歳で早世した。綱條はこのとき54歳。他に成長した子女はなく、吉孚の遺児美代姫の婿とすることを意図して、2年後、甥である高松藩主・松平頼豊の長男・軽千代（宗堯）を養嗣子に迎えた。
正徳6年（1716年）、将軍・徳川家継が病に倒れると次の将軍候補の一人となったが、将軍に選ばれたのは和歌山藩主・徳川吉宗であった。最晩年は『礼儀類典』を幕府に献上し、さらに『鳳山文稿』、『鳳山詠草』などの著作も多く残した。ちなみに、光圀が編纂を開始した歴史書の名を『大日本史』と名づけたのは綱條である。
享保3年（1718年）9月11日、死去。享年63（満61歳没）。養嗣子の宗堯が跡を継いだ。

## 官歴
- 寛文10年（1670年）
  - 6月6日 - 藩主後継者となる。従五位上采女正。
  - 12月25日 - 元服し、将軍徳川家綱の偏諱を受けて綱條と名乗る。正四位下・左近衛権少将に昇叙兼任。
- 元禄3年（1690年）
  - 10月14日 - 常陸水戸藩藩主（28万石）となる。
  - 12月25日 - 右近衛権中将に転任する。
- 元禄6年（1693年）12月1日 - 従三位・参議に昇叙補任。
- 元禄14年（1701年）5月15日 - 7万石加増。
- 宝永2年（1705年）12月2日 - 正三位・権中納言に昇叙転任する。
- 昭和3年（1928年）11月10日 - 贈従二位。

- 諡号：粛公。
- 法名：長享院殿天誉堪然白性大居士・慈廣院殿正慧日勇大居士。
- 墓所：茨城県常陸太田市瑞龍町の瑞龍山。

## 家系
- 父：松平頼重
- 母：万姫 - 土井利勝の娘
- 養父：徳川光圀
- 御簾中：季姫（本清院・荘恵夫人） - 今出川公規の娘
- 側室：順（了照院） - 山本長認の娘
  - 長男：鍋千代（夭折5歳）
  - 長女：清姫（夭折3歳）
  - 六男：直松（夭折3歳）
  - 七男：友千代（夭折9歳）
- 側室：都礼（禅定院） - 落合老慶の娘
  - 次男：巌麻呂（夭折1歳）
  - 三男：吉孚（1685年 - 1709年）
    - 孫：美代姫（1708年 - 1746年） - 徳川宗堯御簾中

  - 四男：豊麻呂（夭折3歳）
  - 二女：元姫（夭折2歳）
  - 三女：幸姫（夭折3歳）
- 側室：理与（井出氏）
  - 五男：金松（夭折5歳）

- 養女：八十姫（松平頼道の娘）（夭折8歳）
- 養女：益姫（今出川公規の娘・御簾中季姫の妹） - 松平頼明室

- 養子：宗堯（松平頼豊の長男）

7男3女があったが、三男吉孚を除いて10歳未満で夭折し、さらに吉孚も25歳で早世して、子女全員に先立たれた。養女の八十姫も夭折した。もうひとりの養女益姫は、はじめ熊本藩主・細川綱利の嫡子・与一郎と婚約していたが、与一郎が死去し、次いでその弟・細川吉利と婚約したが、吉利も死去したため、支藩の府中藩に嫁いだ。

## 演じた俳優
- 志摩靖彦（『大奥』、関西テレビ、1968年）
- 柳生博（『水戸黄門第2部』、TBS、1971年）
- 西本裕行（『元禄太平記』、NHK、1975年）
- 坂口祐三郎（『水戸黄門第6・7・12・13部』・『水戸黄門第19・20部』、TBS、1975年 - 1990年）
- 市川男女之助（『吉宗評判記 暴れん坊将軍』、テレビ朝日、1980年）
- 佐竹明夫（『大奥』、関西テレビ、1983年）
- 長門裕之（『暴れん坊将軍III 500回スペシャル』、テレビ朝日、1990年）※長門は『水戸黄門第39部』で山野辺兵庫役を演じている。
- 山本圭（『八代将軍吉宗』、NHK、1995年）
- 神山繁（『暴れん坊将軍VIII』、テレビ朝日、1997年）
- 島英臣（『水戸黄門第29部』、TBS、2001年）
- 国広富之（『水戸黄門第37部』・『水戸黄門第40部』、TBS、2007年・2009年）
- 金田明夫（『大奥』、フジテレビ、2019年）